# Зеник, Мариоля
Мариоля Катажина Зеник, в девичестве Барбаховская (пол. Mariola Katarzyna Zenik (Barbachowska), родилась 3 июля 1982 в Венгруве) — польская волейболистка, либеро команды «Атом Трефль» из Сопота и сборной Польши. Чемпионка Европы 2005 года, бронзовый призёр чемпионата Европы 2009 года. Лучшая волейболистка Польши 2006 года (во второй половине) по версии журнала «Super Volley». Кавалер Золотого креста Заслуги (22 ноября 2005).

## Клубная карьера
| Команда             | Годы выступлений |
| ------------------- | ---------------- |
| Найк (Венгрув)      | воспитанница     |
| Скра (Варшава)      | 2001-2003        |
| Сталь (Мелец)       | 2003-2004        |
| Воллей (Модена)     | 2004-2005        |
| Нафта-Газ (Пила)    | 2005-2006        |
| Заречье-Одинцово    | 2006-2007        |
| Мушинянка (Мушина)  | 2007-2012        |
| Атом Трефль (Сопот) | 2012-2015        |

## Достижения

### В сборной
- Чемпионка Европы среди юниорок 1999
- Бронзовый призёр чемпионата Европы среди юниорок 2000
- Чемпионка Европы 2005
- Участница летних Олимпийских игр 2008
- Победительница Кубка Пьемонта 2009
- Бронзовый призёр чемпионата Европы 2009

### В клубах
- Чемпионка Польши: 2008, 2009, 2011, 2013
- Серебряный призёр чемпионата Польши: 2002, 2006, 2010, 2012
- Бронзовый призёр чемпионата Польши: 2004
- Победительница Кубка Польши: 2011
- Победительница Суперкубка Польши: 2009, 2011
- Победительница Кубка России: 2007
- Серебряный призёр Кубка ЕКВ: 2007

### Личные
- Лучшая нападающая чемпионата Европы среди юниорок 1999 года
- Лучшая блокирующая Куба Польши 2006 года
- Лучшая волейболистка Польши 2006 года
- Лучшая защитница на турнире Volley Masters Montreux 2007 года
- Лучшая защитница Кубка Польши 2009 года
- Лучшая либеро и защитница отборочного турнира к чемпионату мира 2010 года
- Лучшая защитница Кубка Польши 2010 года
- Лучшая блокирующая Кубка Польши 2011 года